# Friedrich J. Pajeken

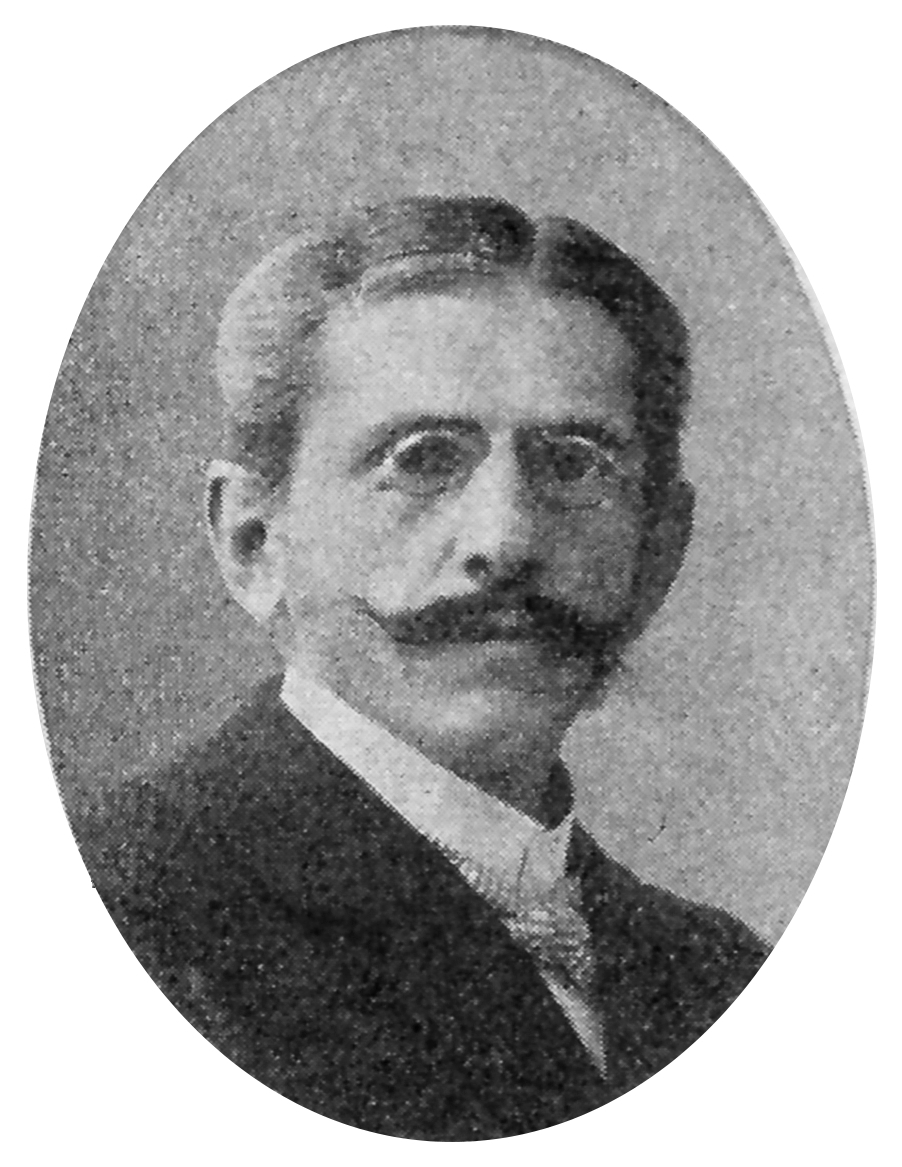
Friedrich J. Pajeken

Friedrich Joachim Pajeken (* 5. März 1855 in Bremen; † 8. November 1920 ebenda) war ein deutscher Kaufmann und Schriftsteller, der Abenteuerromane für Jugendliche verfasste.

## Biografie
Pajeken war der Sohn des Kapitäns und Kaufmanns Eduard Pajeken (1806–1874). An der Handelsschule erlernte er den Beruf eines Kaufmanns. 1876 wurde er als Kaufmann nach Ciudad Bolívar am Orinoko geschickt, wo er in den nächsten drei Jahren Erfahrungen im Überseehandel sammelte. Seinen dortigen Aufenthalt nutzte er für zahlreiche Streifzüge durch das Land. Nebenbei befasste er sich eingehend mit den in Bolivien lebenden Indianern. Um auch die nordamerikanischen Indianer kennenzulernen, begab er sich für zwei Jahre auf die „Hollers Ranch“ am Brod River in den Bighorn Mountains und knüpfte gute Kontakte zu den dort lebenden Indianern. Von diesen erhielt er aufgrund seiner etwas gelblichen Hautfarbe und seiner Leistungen als guter Jäger den Ehrennamen „Yellow Eagle“.
Nach seiner Rückkehr nach Bremen betrieb er von 1883 bis 1889 ein Agentur- und Kommissionsgeschäft und war Mitglied mehrerer Vereine. Sein Talent für das Geigespiel brachte ihm das Dirigentenamt des dortigen Dilettantenorchesters ein. 1889 ließ er sich in Hamburg nieder und heiratete im Folgejahr die Sängerin Agnes Winkelmann, die ihm zwei Söhne gebar. In der Hansestadt begann auch seine schriftstellerische Laufbahn.
1897 zog er nach Berlin und blieb bis 1917. Danach kehrte er abermals nach Hamburg zurück. Er starb 1920 im Alter von 65 Jahren. Nach seinem Tod gerieten seine Bücher weitgehend in Vergessenheit, so dass Pajeken heute als Jugendbuchautor kaum mehr bekannt ist.  
In seinen zahlreichen Jugendbüchern arbeitete er seine eigenen abenteuerlichen Erfahrungen in Amerika auf, mit denen er die vorherrschenden romantischen Vorstellungen zu revidieren versuchte. Daneben wandte er sich auch anderen Kulturkreisen zu. Seine Bücher erwiesen sich als eine beliebte Lektüre für Jugendliche und machten ihn rasch populär, so dass er in schneller Folge immer neue Bücher folgen ließ.
Neben seinen eigenen Werken fertigte er auch Bearbeitungen für die Jugend von Gabriel Ferrys Waldläufer, von Thomas Mayne Reids Skalpjäger, von Campes Robinson Crusoe und von anderen Autoren an.

## Werke

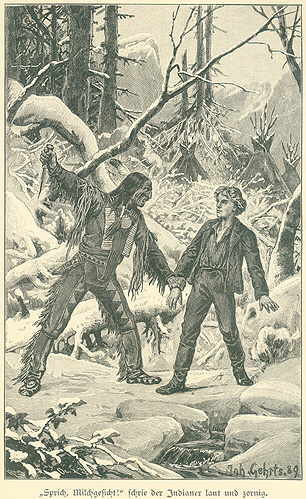
Illustration zu Bob der Fallensteller in einer Buchausgabe von 1903.

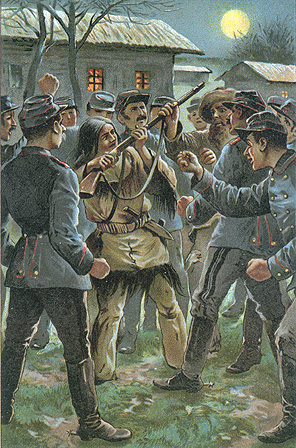
Illustration zu Andrew Brown der rote Spion in der Erstausgabe von 1894.

- Bob der Fallensteller. Hirt, Leipzig 1890. (Google-Digitalisat)
- Aus dem Westen Nordamerikas.' Erlebnisse und Skizzen. 2 Bände. Reclam, Leipzig 1890.
- Im Wilden Westen Nordamerikas. 2 Bände. Reclam, Leipzig 1891.
- Das Geheimnis des Karaiben. Eine Erzählung aus den Tropen Südamerikas für die reifere Jugend. Flemming, Glogau 1891.
- Bob der Städtegründer. Eine Erzählung aus dem Westen Nordamerikas für die reifere Jugend. Hirt, Leipzig 1892.
- Jim der Trapper. Eine Erzählung aus dem Wilden Westen Nordamerikas für die Jugend. Effenberger, Stuttgart 1895.
- Ein Held der Grenze. Eine Erzählung aus dem Westen Nordamerikas. Nach geschichtlichen Grundlagen für die reifere Jugend frei bearbeitet. Hirt, Leipzig  1893.
- Das Vermächtnis der Invaliden. Eine Erzählung aus den Nordstaaten Amerikas für die reifere Jugend. Effenberger, Stuttgart und Leipzig 1893.
- Bob der Millionär. Eine Erzählung aus dem Westen Nordamerikas. Hirt, Leipzig 1894
- Andrew Brown, der rote Spion. Eine Erzählung aus dem Wilden Westen Nordamerikas. Effenberger, Stuttgart 1894. (Google-Digitalisat)
- Mitaha-sa, das Pulvergesicht. Eine Erzählung aus dem Westen Nordamerikas. Effenberger, Stuttgart 1895.
- Der Mestize und drei andere Erzählungen aus Nord- und Südamerika. Effenberger, Stuttgart 1896.
- Am Orinoko. Eckstein, Berlin 1896. 1896 – Internet Archive (Inhaltsverzeichnis)
- Martin Forster. Erlebnisse eines Knaben im wilden Westen. Effenberger, Stuttgart 1898.
- Bill der Eisenkopf. Eine Erzählung aus dem Westen Nordamerikas für die reifere Jugend. Loewe, Stuttgart 1899. 1899 – Internet Archive (Illustrator: Johannes Gehrts)
- Wunderbare Wege. Erzählungen aus dem Westen Amerikas für die Jugend. Loewe, Stuttgart 1901
- Der Schatz am Orinoko, 1902
- Ein Held wider Willen. Eine Erzählung aus dem Westen Nordamerikas für die reifere Jugend. Meidingers Jugendschriften-Verlag, Berlin 1904.
- Der gespenstische Reiter und andere Abenteuer aus dem Wilden Westen. Enßlin und Laiblin, Reutlingen 1920.
- Verloren und gerettet. Eine Erzählung aus dem wilden Westen Nordamerikas für die reifere Jugend. Teutonia-Verlag, Leipzig 1908.
- Das Geheimnis des alten Hauses. Eine Erzählung aus den Tropen Südamerikas. Herlet, Berlin 1909.
- In der Mumienstadt. Erzählung. Adler-Bibliothek, Berlin-Tempelhof 1909. (Digitalisat der DNB)
- In Sturm und Not. Eine Erzählung. Hertlet, Berlin 1910. Neuauflage, Edition Dornbrunnen, Berlin 2017 ISBN 3-943275-28-0
- Jagdabenteuer in den Tropen. Reclam, Leipzig 1911. (Digitalisat der DNB)
- Schicksals Walten. Drei Erzählungen aus dem Landleben. Volks- und Jugendschriftsn-Verlag, Leipzig 1912.
- Der Teufel vom Minnetonka-See. Eine Erzählung aus dem Westen Nordamerikas für die reifere Jugend. Gehlen, Leipzig 1914.
- Auf eigene Faust. Eine Erzählung aus dem wilden Westen Nordamerikas für die reifene Jugend. Costenoble, Jena 1915.
- Die Rache des Emmaranus, 1918
- Im Urwald und andere Erzählungen. Köhler, Minden 1920.